# 局所性ジストニア
局所性ジストニア（きょくしょせいジストニア、英: Focal dystonia、フォーカル・ジストニア）とは、不随意で持続的な筋肉収縮を引き起こす神経疾患である。この収縮により姿勢異常が生じ、手（書痙）、指（音楽家のジストニア）、首（痙性斜頸）、眼瞼（眼瞼痙攣）、喉頭（喉頭ジストニア）、下顎骨（顎口腔ジストニア）のような身体の一部に影響を及ぼす。
局所性ジストニアは演奏家に多く見られるが（ミュージシャンズ・ジストニア）、一定期間内に指を繰り返し動かすことが原因と考えられる。スポーツ選手が突然動作に支障をきたし、思い通りのプレイができなくなる「イップス」も、極度の緊張の中で同じ動作を繰り返し続けることによる局所性ジストニアの一種と考えられる。

## 症状
ピアニストの場合、フォーカル・ジストニアの典型的な症状は、ピアノを弾く際に小指と薬指が屈曲し指を早く動かせなくなる、鍵盤から指を持ち上げる動作に時間がかかりリズムが不正確になる、特定筋肉を使用すると周辺筋肉もつられて一緒に動く、といったものある。ただし日常生活や演奏を模倣するような条件(たとえば机を指で叩く)では症状が現れないこともある。フォーカル・ジストニアを発症したピアニストは、大脳基底核の被核が肥大していることがある。ローゼンクランツらの研究によれば、ピアニストのフォーカル・ジストニアとは健常なピアニストに起こっている脳の回路の変化がさらに進んだ状態である、と結論づけている。発症の引き金になる大きな要因は、正確な運動を反復して行うことと精神的なストレスや性格の二つである。

## 治療
普遍的効果がある治療法はいまだ発見されていないが、痙攣や筋肉の痛みを軽減、または取り除くために様々な治療法が用いられている。

### 薬物療法
数種類の薬剤が、神経伝達物質における不均衡の修正に役立つことがわかっている。しかし、薬剤に対する反応は患者によって異なり、また同じ患者でも時間の経過によって違いが見られる。医師が各患者の症状にあわせ数種類の薬剤を様々な服用量で、できるだけ副作用の出ないように処方するのが最も効果的である。

#### ボツリヌス療法
ごく微量のボツリヌストキシンを症状の見られる部位の筋肉に注射することで、局所性ジストニアを一時的に緩和させることが可能である。ボトックスは筋肉の痙攣を抑え、興奮性神経伝達物質アセチルコリンの放出を妨げる。次に注射を要するまで効果は数ヶ月続く。

### 外科的治療
薬物療法で十分な効果が得られない、もしくは副作用が激しい場合には患者によっては外科手術が有効である。手術によって症状の出ている筋肉の神経組織を切断または切除することで、眼瞼痙攣、痙性ジストニア、痙性斜頸などを含めいくつかの局所性ジストニアに対して効果が得られることがある。しかしながら、持続性が低いというのが難点である。また、顔貌変化などの外観を損なう危険を伴い、それを予期することは不可能で、また損傷は不可逆的である。
手、指のジストニアには、視床Vo核の一部を焼く定位脳手術、視床下核の病変部に電気刺激を与える脳深部刺激療法がある。

### その他の治療法
理学療法、ストレスのコントロール、バイオフィードバックもまたジストニアを患う患者にとって有効である。最近の研究では固有受容感覚刺激によって神経可塑性が誘発される可能性があることが示唆されている。この方法を利用すればジストニアを患う演奏家の機能回復が可能である。

## 局所性ジストニアの著名人
- スコット・アダムス - 漫画家
- IMAJO（サイキックラバー）[5][6] - ギタリスト（東京女子医科大学病院にて定位脳手術により完治）
- 上松美香 - アルパ奏者
- キース・エマーソン - キーボーディスト
- KAORI.[7] - 歌手、声優
- 金子隆博（米米CLUB）[8] - サクソフォーン奏者
- 熊谷徳明（元カシオペア・TRIX）[9] - ドラマー
- ゲイリー・グラフマン - ピアニスト
- 児嶋顕一郎 - ピアニスト
- 小渕健太郎（コブクロ）[10] - 歌手、ギタリスト
- 白鳥雪之丞（氣志團）[11] - ドラマー
- 高屋奈月 - 漫画家
- 田中義人 - ギタリスト
- レオン・フライシャー[12] - ピアニスト
- 山口智史（RADWIMPS）[13] - ドラマー
- デヴィッド・レイズナー（en:David Leisner）- ギタリスト
- 庄村聡泰（元［Alexandros］） - ドラマー[14]
- 田島智之（元Aqua Timez）- ドラマー
- 山田晃子 - ヴァイオリニスト
- YA/NA（ZEPPET STORE）[15] - ドラマー、ピアニスト
- 鬼龍院翔（ゴールデンボンバー）[16] - 歌手
- 山村隆太（flumpool）[17] - 歌手
- 伍代夏子[18] - 歌手
- かなす (HEY-SMITH)  -トロンボーン奏者
- 澤田有也佳（朝日放送アナウンサー）[19]
- YUKI（Versailles）[20]
- 悠（元摩天楼オペラ）[21]
- アレックス・クライン - オーボエ奏者

ピエール中野（凛として時雨）-ドラマー